# 플록 포르스터
플록 포르스터(독일어: Floch Forster, 일본어: フロック・フォルスター furokku forusutaー 후롯쿠 호루스타[*], 영어: Floch Forster)는 만화 《 진격의 거인 》의 등장인물이다.

## 이름

### 이름 플록 (Floch)
플록은 성직자들이 입는 의복 제작자들의 이름에서 따왔다고 한다. 원판인 일본어판에서는 영문어 발음으로 일반적이게 통용되는 '플록'으로 표기되어 있지만, 독일어식 발음으로 하면 '플로흐'이다.

### 성씨 포르스터 (Forster)
포르스터는 독일식 성씨로 "숲에서 사는 사람", '어떤 일에 강제로 동원된 사람'을 가리키는 뜻을 담고 있다. 변형어로는 '푀르스터(Förster)'와 '푀스터(Foester)'가 있다. 영어권에서는 '포레스터(Forester)'라고 쓰이며 미국 영화 포레스트 검프처럼 이름으로 쓰이는 경우도 있다. 작중에서 플록은 자의로 가기는 했지만 월 마리아 탈환 작전에 동원된 보충 병력 중 한 사람이었고, 갈수록 정 반대의 평화적이고 포용적인 행보를 걷는 사샤 블라우스의 부친은 서로에 대한 증오와 분쟁, 복수를 이제서라도 멈추고 끊어내야 할 것을 강조하며 이를 '숲에서 나가야 한다.'고 비유했다.
숲에서 나가야 한다는 것은 살기 위해 한 쪽은 살고 한 쪽은 죽어야 한다는 약육강식의 논리가 적용되는 산 속의 숲에서 벗어나 타인과 함께 나아가 공존하는 것을 두려워하지 말자는 뜻이다. 진격의 거인의 세계관에서는 엘디아 제국의 초대 프리츠 황제의 탐욕스런 폭정으로 시작된 국경과 국가를 초월한 인류의 증오와 전쟁이 현재 시점까지 이어져 있으며, 이것을 끊여내야 하는 증오의 악순환으로 묘사하고 있다. 플록은 성씨 그대로 사샤의 부모가 그렇게도 경계하는 증오의 악순환에 갇혀 그것을 어리석게 반복하고 있는 폭력적인 제국주의자이고, 그렇기에 "숲 속에 갇혀 있는 자(Forster)"이다. 증오의 연쇄로 인한 위험성을 경계하고 공존과 화해를 지지하는 블라우스 일가의 사상과 플록의 광기 가득 찬 행보를 생각하면 의미 있는 해석으로 이사야마 하지메가 플록의 캐릭터성과 처지를 강조하려고 의도적으로 포르스터를 성씨로 선정했을 가능성이 높다.

## 정발본 오역 '프록 폴스타가 아니다 (Froch Folsta?)'
나무위키와 대한민국의 정식 발매본에서는 프록 폴스타라고 번역되어 있지만, 일본 위키백과 사이트나 영문 위키 사이트에서는 'Floch Forster'라고 표기되어 있다. 따라서, 나무위키의 프록 폴스타는 잘못된 오역으로 판정이 났고 바른 발음 표기는 플록 포르스터가 맞다.
진격의 거인의 엘디아국(854년 기준)의 모티브는 독일, 포르투갈 같은 서유럽 국가들인데, 그 중에서도 독일식 성명 (姓名)을 쓰는 등장인물들이 많이 등장한다. 예를 들면, 가비 브라운, 에렌 예거, 라이너 브라운, 에르빈 스미스 등등. 
그런 논리 대로라면 플록 포르스터는 독일식으로 표기할 경우 '플로흐 포르스터'가 되어야 한다. 독일어에서 'ーch'를 발음할 시, a, o, u, au 뒤에서는 [x] (흐)로 발음하고 그 외는 [ç] (히)라고 발음하고, sp-와 st-는 첫 음절에 올 경우 [ʃp] (슈프), [ʃt] (슈트)라고 발음하기 때문이다. 하지만 로흐가 맞는 표기였다면 일본어 원 표기는 'フロック'가 아니라 'フロッホ(후롯호)'로 나왔어야 했다. 카타카나 표기로도 'フロックㆍフォルスター'라 나와 있으므로, 일단 원작자와 편집주의 해명이 없는 상황 내에서는 플록이 맞다고 봐야 할 듯하다. 
작품의 파라디 섬과 마레의 본 배경은 독일을 모티브로 해도 무조건 독일식 이름으로 나가지 않는 듯하다. 일본 단어 'フロック(플루크, fluke)'는 일본어로 우연한 행운, 요행수, 운 좋게 살아남았다는 의미를 지녔는데, 영문 표기만 다르고 우연인지 재난 속에서 몇 번이고 운 좋게 살아남은 플록의 처지를 반영하는 이름이다. 이사야마 하지메가 일본어인 플루크를 플록의 이름으로 삼았을 가능성이 있다는 말도 있다.

## 성격 및 사상
첫 등장 시에는 그저 줏대 없이 대국의 흐름에 휩쓸릴 뿐인 적당히 넉살 좋고 평범한 순둥이, 한 마디로 소시민적인 일반인의 전형이었다. 그랬던 성격이 최전선에서의 싸움의 잔혹함을 극한까지 체감한 후부터 변화가 일기 시작한다. 4년 후로 갈수록 변화가 극대화되어 살기 위해서라면 양심 따윈 내다버린 채 수단과 방법 가릴 것 없이 악행(적국의 민간인 학살, 테러, 주택방화)도 정당화하고 반대자들은 적과 아군을 가리지 않고 처단하는 광기로 인간성을 잃어가는 짐승처럼 극단적이고 폭력적인 광인으로 변모한다. 초반과 후반의 모습이 정 반대일 정도로 입체적인 변화폭을 보여준 캐릭터이다. 조사병단에 입단하기 전과 후로 나눌 수 있는 만큼 세계관도 인물들도 입체적인 진격의 거인의 인물들이 그렇듯이 이러한 인물들 중에서 가장 입체적인 변화를 보인다. 
위에서 언급한 소시민적인 성격 덕에 월 마리아 탈환 작전에서 병사로 살면서 처음으로 마주친 짐승 거인으로 인해 일반인이라면 절대로 견딜 수 없는 무력감, 공포, 트라우마, PTSD를 겪어나가면서 사고 방식도 과격해지고, 이전과는 다른 모습으로 변화하게 된다. 속에서도 혼자서만 살아남은 후에 죄책감이 극대화되어 비정한 악행을 저질러서라도 올바른 길로 이끌 수 있는 악마(극한의 상황에서 절망에 빠진 사람들을 이끌고 적을 무찌를 수 있는 악마 같은 인간.)를 갈망하게 된다. 에르빈과 아르민 둘 중 한 사람의 목숨을 살리려고 미카사와 에렌과 치열한 대립과 설전도 벌이는 신부터 시작해 에르빈 스미스를 살리기 위해 거인화 세럼을 빼앗으려고 작중 최강자 격인 미카사 아커만에게 죽을 각오를 하고 달려들었다. 이것만 봐도 자신만의 확실한 소신과 신념을 가진 인물이지만, 에르빈을 악마라고 부르고 거의 광신도처럼 숭배하는 듯한 발언을 했다는 점에서 사상이 이상하게 바뀌었다는 암시를 볼 수 있다. 
프록 본인에 의하면, 그는 겁쟁이다.

## 작중 행적
132화에선 미카사의 입체기동장치가 목에 걸려 과다출혈로 사망한다.